# Río Arrecifes
El río Arrecifes es una corriente de agua que drena parte del norte de la Provincia de Buenos Aires, en la llamada Pampa ondulada, una de las zonas más fértiles y productivas de la región pampeana.

## Descripción
Se forma en la Laguna de Moreno, en el partido de Colón, cerca del límite con la provincia de Santa Fe, recorriendo unos 25 km dentro del partido de Colón, con el nombre de Cañada de Colón; al unirse con el Arroyo Pelado e ingresar en el partido de Rojas se llama Río Rojas, discurriendo con ese nombre unos 65 km. Al ingresar al partido de Salto cambia su nombre por Río Salto, tramo que tiene unos 75 km de largo. Al recibir —por su margen izquierda— el Arroyo Pergamino e ingresar en el partido de Arrecifes, adopta el nombre de Río Arrecifes, con el que sirve de límite a los partidos de Capitán Sarmiento, San Pedro y Baradero. Este último tramo suma unos 90 km de largo.
A diferencia de la mayor parte de los ríos de la provincia de Buenos Aires, presenta en su lecho numerosos afloramientos rocosos, entre los cuales sobresale el que es forzado por el Salto Argentino, que da nombre al río Salto. El curso superior y medio está rodeado de pastizales, con escasa vegetación arbórea. El curso inferior, en cambio, presenta tramos de bosque en galería con presencia de talas y sauces, y otros tramos de vegetación de humedales, con presencia de juncos y totoras.

## Importancia cultural
El río es un habitual local de esparcimiento para el turismo local, con concurridas playas y balnearios.
Durante la época de la conquista, el río llevó el nombre de "Río de los Querandíes".
El cauce del río fue uno de los primeros sitios en los que se realizaron descubrimientos paleontológicos en la Argentina, con descubrimientos realizados en fecha tan antigua como el año 1776. A lo largo de los años se han hallado en la región vestigios de ostrácodos, moluscos y vertebrados tales como Glossotherium, Lestodon, Panochthus, Glyptodon, Toxodon, Hippidion, Lama y Hemiauchenia.
A principios del siglo XX se estudió la canalización completa del cauce del río Arrecifes hasta la Laguna de Gómez, con intención de hacerlo navegable. El desarrollo del ferrocarril hizo impracticable el proyecto.
Si bien no presenta la gravedad de los ríos de la Pampa deprimida, en períodos muy lluviosos inunda los campos aledaños, y ha llegado a amenazar las ciudades ubicadas a lo largo de su curso.